# Slaget ved Kalka-floden
Slaget ved Kalka-floden den 13. maj 1223 stod mellem mongolerne og Kievriget under mongolernes invasion af Rusland.
Slaget endte med en overvældende mongolsk sejr, men mongolerne fulgte ikke sejren op. I stedet trak de sig tilbage øst over for at blive forenet med Djengis Khans hovedstyrke.
Russerne blev ledet af Mstislav Mstislavitsj og Mstislav 3., mens mongolerne stod under kommando af Subotai og Jebe. Størrelsen på den russiske styrke er uklar, men skønnene går fra 30.000 til 80.000 mand. Mongolerne havde ca. 20.000 mand.
Under slaget blev russernes styrke omringet af mongolernes kavaleri, og slaget udviklede sig til en virkelig massakre. Det er blevet anslået, at russerne mistede 50.000 mand, mens mongolernes tab var ubetydelige, og militærhistorikeren Richard A. Gabriel har beskrevet Subotais felttog som «et af de største eventyr i kavalerikrigenes historie».
Russerne mistede størstedelen af deres hærstyrker og ville næppe have haft mulighed til at stoppe mongolerne, hvis disse havde fortsat deres felttog. Subotai kom imidlertid tilbage sammen med Batu Khan i 1237, og med en hær på 120.000 mand havde de små problemer med at erobre Kievriget og trænge videre ind i Europa.